# Buzzcocks
I Buzzcocks sono stati un gruppo musicale punk rock formatosi a Manchester nel 1975 e riconosciute come una delle formazioni più importanti della scena Punk della fine degli anni settanta, e ritenuti degli innovatori del genere punk poiché furono fra i fondatori del pop punk insieme ai Ramones; i loro testi affrontavano tematiche ancora tabù per l'epoca come il sesso e le droghe, allontanandosi dalle tematiche più strettamente politiche che caratterizzarono altre formazioni del periodo come Clash e Sex Pistols. La band è particolarmente nota per alcuni singoli come Ever Fallen in Love?, fra i loro brani più noti e più volte riproposto come cover da altre band.
Il nome deriva dallo slang di Manchester, in particolare dalla parola cock (che significa "giovanotto") e dall'uso in un serial televisivo degli anni settanta Rock Follies, il cui tormentone era la frase "that's the buzz, cocks" (lett. questo è la voce che gira, ragazzi).

## Storia del gruppo

### Gli inizi e il successo (1975-1979)
La band si forma nel 1975 dal chitarrista/cantante Pete Shelley (vero nome Peter McNeish) e dal cantante Howard Devoto (vero nome Howard Trafford), entrambi studenti al Bolton Institute of Technology (attualmente University of Bolton). I due condividevano comuni interessi, come la musica elettronica, Brian Eno, e soprattutto il proto punk americano dei primi anni '70 costituito da gruppi come The Stooges e The Velvet Underground. Alla fine del 1975, Shelley e Devoto ingaggiarono un batterista formando così il primo embrione dei futuri Buzzcocks, in una formazione che non riuscì comunque a effettuare alcun concerto e che infatti si sciolse in poco tempo.
Dopo aver letto la recensione sui giornali della prima esibizione dal vivo dei Sex Pistols, Shelley e Devoto decisero di spostarsi a Londra per vedere i Sex Pistols al concerto del febbraio 1976. Dopo aver visto il concerto, Shelley e Devoto decisero di lavorare affinché potessero suonare come gruppo spalla dei Pistols al concerto che si sarebbe tenuto a Manchester nel giugno 1976. Gli altri musicisti impedirono tuttavia alla band di suonare, anche perché Shelley e Devoto non riuscirono a trovare altri musicisti in tempo per l'esibizione della band di Johnny Rotten. Solo quando vennero reclutati il bassista Steve Diggle e il batterista John Maher, i Buzzcocks poterono aprire il concerto per la seconda tappa dei Pistols a Manchester, nel luglio 1976. Una breve clip di quest'esibizione, con Devoto alla voce, apparve nel documentario Punk: Attitude diretto da Don Letts.
Alla fine del 1976 la band aveva già registrato un EP composto da quattro brani, Spiral Scratch con la loro etichetta New Hormones, diventando probabilmente la prima band punk a realizzare e pubblicare i propri lavori con una casa discografica indipendente. Prodotto da Martin Hannett, l'EP, nonostante la qualità di registrazione piuttosto scarsa, mostra un sound ripetitivo e molto energetico. I brani, completamente riarrangiati, compariranno nuovamente nel loro primo album Another Music in a Different Kitchen.

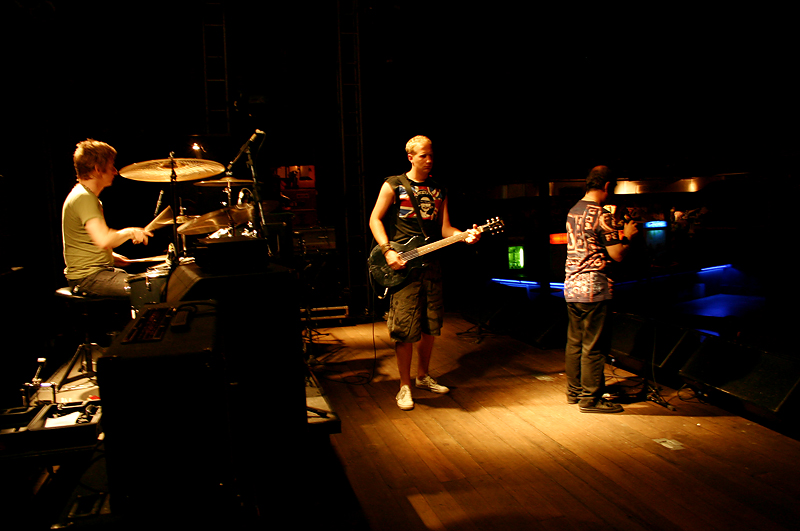
I Buzzcocks in concerto a Porto Alegre nel 2006. Da sinistra Danny Farrant, Steve Diggle, Pete Shelley

Dopo pochi mesi, Devoto lasciò il gruppo e, dopo un anno, creò la band Magazine. Pete Shelley continuò come cantante al posto di Devoto. Lo stile di canto di Shelley, piuttosto melodico e con tonalità molto alte, divenne una caratteristica della band, essendo assolutamente non convenzionale se paragonato agli altri cantanti punk rock inglesi del periodo (Johnny Rotten dei Sex Pistols, Joe Strummer dei Clash, Dave Vanian dei Damned). L'addio di Devoto e il cambio di Shelley da chitarrista solista a cantante ebbero discrete conseguenze sulla formazione: Diggle passò dal basso alla chitarra, venne ingaggiato come nuovo bassista Garth Smith, che venne ben presto rimpiazzato da Steve Garvey. I "nuovi" Buzzcocks siglarono dopo poco tempo un contratto con la United Artists Records.
Il primo lavoro pubblicato con la nuova casa discografica fu il singolo Orgasm Addict, il cui testo, una dettagliata disamina della sessualità, è tuttora piuttosto pesante e non comune. La BBC infatti si rifiutò di trasmettere la canzone; ciò nonostante il singolo ebbe buoni risultati di vendita. La tendenza a parlare nei propri brani di argomenti attinenti alla sessualità (compresa bisessualità e omosessualità) divenne una vera costante nei testi della band (scritti da Shelley) e rimane (anch'essa) assolutamente atipica rispetto alle altre band punk del periodo, che parlavano principalmente di autodistruzione (i Pistols), di politica e cultura (i Clash); di società e cultura inglese (i The Jam). Il singolo successivo What Do I Get? entrò nella classifica dei 40 singoli più venduti nel Regno Unito.
Durante il primo periodo di attività della band vennero pubblicati tre album studio: Another Music in a Different Kitchen, Love Bites e A Different Kind of Tension, ognuno dei quali supportato da tour molto lunghi in Europa e USA. Col tempo, oltre a specializzarsi nel loro sound (frutto di una mescolanza tra musica pop e suoni punk-rock con una sezione ritmica ben eseguita che verrà di lì a poco chiamato pop punk), la band fece anche numerosi progressi nel campo dei contenuti, abbandonando le tematiche sessuali e dedicandosi a composizioni più sofisticate, come le tante citazioni dello scrittore William S. Burroughs contenute nell'album A Different Kind of Tension, come le tematiche più autobiografiche e politiche (come il brano I Believe).

### Anni ottanta e novanta

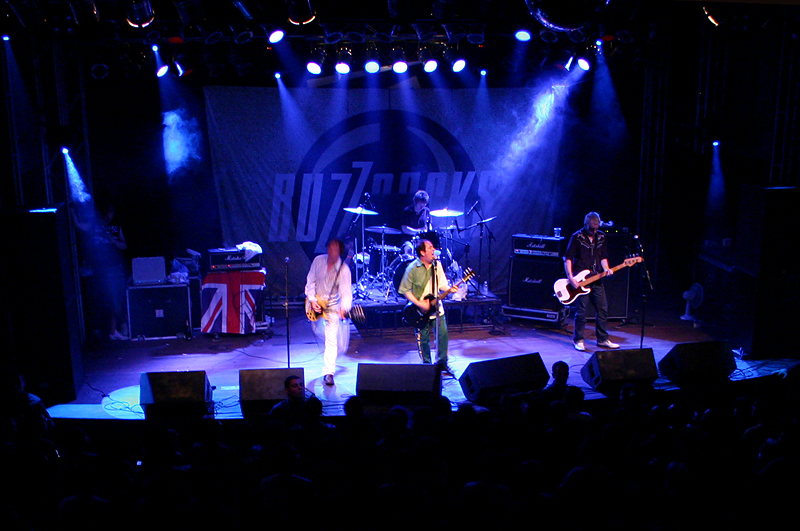
I Buzzcocks in concerto a Porto Alegre nel 2006

Nel 1980, la Liberty Records ingaggiò la band e pubblicò tre singoli che godettero di un successo modesto, considerando che solo uno dei tre Why She's A Girl From The Chainstore/Are Everything entrò nella top 75. Nel 1981, dopo l'inizio delle registrazioni per il loro quarto album, la band si sciolse. Shelley intraprese una carriera solista (tornando a collaborare con il vecchio cantante Howard Devoto nell'album elettronico/punk Buzzkunst). Nessun altro componente ebbe invece particolare fortuna dopo lo scioglimento.
I Buzzcocks si sono comunque riformati e sciolti numerosissime volte dal 1989, sempre con Shelley e Diggle più altri musicisti: inizialmente, in un tour mondiale, furono gli stessi Maher e Garvey. Successivamente Maher venne sostituito dal batterista degli Smiths, Mike Joyce. Nel 1993, vi fu l'ingresso di Tony Barber al basso e di Phil Barker alla batteria. Questa formazione suonò dal vivo con i Nirvana, nell'ultimo tour di questi ultimi prima della morte di Kurt Cobain.

### Anni duemila
Nel 2003, furono in tour con i Pearl Jam. Nell'aprile 2006, Barker lasciò la band e venne sostituito da Danny Farrant. Quasi contemporaneamente venne anche pubblicato l'ottavo album studio del gruppo, Flat-Pack Philosophy, e la band intraprese un nuovo tour in tutto il mondo, suonando anche nel Vans Warped Tour.
Nel 2005, Shelley ri-registrò il singolo probabilmente più noto Ever Fallen In Love con una band composta da all-star musicali, come Roger Daltrey (Who), David Gilmour (Pink Floyd), Peter Hook (Joy Division), Elton John, Robert Plant (Led Zeppelin) e altre band, in un tributo a John Peel, i cui proventi furono devoluti a Amnesty International. Nel 2005 Shelley suonò il brano nuovamente, sempre con Plant, Daltrey, Gilmour, Hook e Jeff Beck, alla UK Music Hall of Fame.

### Anni duemiladieci
Il 6 dicembre 2018, Pete Shelley muore nella sua casa a Tallinn in Estonia, all'età di 63 anni.

## Formazione
- Steve Diggle - voce/chitarra
- Chris Remington - basso
- Danny Farrant - batteria
- Mani Perazzoli - chitarra/doppie voci

### Ex componenti
- Pete Shelley - voce (deceduto)
- Tony Barber - basso
- Phil Barker
- Howard Devoto - voce
- Steve Garvey - basso
- Mike Joyce - batteria
- John Maher - batteria
- Garth Smith - basso

## Discografia

### Album in studio
- 1978 – Another Music in a Different Kitchen
- 1978 – Love Bites
- 1979 – A Different Kind of Tension
- 1993 – Trade Test Transmissions
- 1996 – All Set
- 1999 – Modern
- 2003 – Buzzcocks
- 2006 – Flat-Pack Philosophy
- 2014 – The Way

### Raccolte
- 1979 – Singles Going Steady
- 1991 – Operators Manual
- 1999 – I Don't Mind the Buzzcocks (ripubblicata nel 2002 con il titolo Ever Fallen in Love? Buzzcocks Finest)
- 2003 – Inventory
- 2004 – The Complete Singles Anthology

### Live
- 1987 – Live at the Roxy Club April '77
- 1992 – Entertaining Friends

### Singoli ed EP
- 1977 – Spiral Scratch (EP)
- 1977 – Time's Up (EP)
- 1977 – Orgasm Addict
- 1978 – What Do I Get (#37 UK)
- 1978 – I Don't Mind (#55 UK)
- 1978 – Love You More (#34 UK)
- 1978 – Ever Fallen in Love? (#12 UK)
- 1978 – Promises (#20 UK)
- 1979 – Everybody's Happy Nowadays (#29 UK)
- 1979 – Harmony in My Head (#32 UK)
- 1979 – You Say You Don't Love Me
- 1980 – I Believe
- 1980 – Are Everything - Part 1 (#61 UK)
- 1980 – Strange Thing - Part 2
- 1980 – Running Free - Part 3
- 2006 – Wish I Never Loved You
- 2006 – Sell You Everything
- 2007 – Reconciliation